# Золотая Нива (Новосибирская область)
Золотая Нива — упразднённый посёлок в Доволенском районе Новосибирской области России. Входил в состав Ильинского сельсовета. Упразднён в 1981 г.

## География
Располагался в 7 км к северо-западу от посёлка Дружный, вблизи озера Ганино.

## История
В 1966 году указом президиума ВС РСФСР посёлок фермы № 2 Ильинского совхоза переименован в Золотая Нива.
Решением Новосибирского облисполкома от 30.12.1981 г. № 264 посёлок исключен из учётных данных в связи с выездом населения.